# 卡扎赫區
卡扎赫區（羅馬化：Kashat'aghi shrjan），未受广泛承认的阿尔扎赫共和国（纳戈尔诺-卡拉巴赫共和国）曾经的一个省份，首府位於拉钦。该区是第一次纳戈尔诺-卡拉巴赫战争后，在被亚美尼亚军队占领的原纳戈尔诺-卡拉巴赫自治州周边地区成立。曾是该国面积最大的省份，面積達3,376.60平方公里。截至2013年，卡扎赫区人口为9,656人。2020年纳卡战争后，被阿塞拜疆收回。